# Pascal Chaumeil
Pascal Chaumeil (Parigi, 9 febbraio 1961 – Parigi, 27 agosto 2015) è stato un regista francese di commedie.

## Biografia
Aveva lavorato come aiuto regista di Olivier Assayas e Luc Besson negli anni novanta. Dopo aver diretto diversi episodi di serie e film per la TV, nel 2010 esordì sul grande schermo con la commedia romantica Il truffacuori, protagonisti Romain Duris e Vanessa Paradis, che totalizzò quasi 4 milioni di spettatori in Francia e cinque candidature ai premi César.
Non riuscì a ripetere il successo con le commedie successive: sia Un piano perfetto, con Diane Kruger e Dany Boon, che Non buttiamoci giù, suo esordio in inglese (tratto da Nick Hornby e interpretato da Pierce Brosnan, Toni Collette, Imogen Poots ed Aaron Paul), furono flop al botteghino.
Morì a 54 anni per un tumore.

## Filmografia

### Regista

#### Cinema
- Des hommes avec des bas – cortometraggio (1995)
- Il truffacuori (L'Arnacœur) (2010)
- Un piano perfetto (Un plan parfait) (2012)
- Non buttiamoci giù (A Long Way Down) (2014)
- Un petit boulot (2016)

#### Televisione
- Blague à part  – serie TV, 2 episodi (2000-2003)
- Avocats & associés – serie TV, 3 episodi (2001-2002)
- Clémence – film TV (2003)
- Spiral (Engrenages) – serie TV, 4 episodi (2005-2006)
- Mer belle à agitée – film TV (2006)
- L'État de Grace – miniserie TV, 6 puntate (2006)
- Fais pas ci, fais pas ça – serie TV, 10 episodi (2007-2014)
- Spotless  – serie TV, 2 episodi (2015)

### Sceneggiatore
- Ladre per caso (Mes trésors), regia di Pascal Bourdiaux (2017)

### Attore
- Nuova vita (Une nouvelle vie), regia di Olivier Assayas (1993)
- Fais pas ci, fais pas ça – serie TV, episodio 2x02 (2009)

## Riconoscimenti
- Premio César
  - 2011 – Candidatura per il miglior film per Il truffacuori
  - 2011 – Candidatura per la migliore opera prima per Il truffacuori
- Festival del film poliziesco di Cognac
  - 1996 – Miglior cortometraggio per Des hommes avec des bas
- Fantasia International Film Festival
  - 2016 – Premio del pubblico al miglior film europeo o nordamericano per Un petit boulot